# Estación de Locarno
La estación de Locarno (del italiano: Stazione di Locarno) es la principal estación ferroviaria de las comunas suizas de Muralto y Locarno, en el Cantón del Tesino.

## Historia y situación
La estación fue inaugurada en el año 1874 con la apertura al tráfico ferroviario de la línea Bellinzona - Locarno.
Además de la estación de ancho estándar en superficie, existe otra estación subterránea contigua, en la que presta servicio FART, la operadora del ferrocarril de vía métrica que une a Locarno con Domodossola.
Aunque la estación se denomina como Stazione di Locarno, está situada dentro de la comuna de Muralto, aunque linda con la comuna de Locarno. Se encuentra a menos de dos kilómetros del centro del núcleo urbano de Locarno, y a menos de un kilómetro del centro de Muralto. Es una estación con una configuración de terminal o fondo de saco, ya que las vías no tienen continuidad. Cuenta con dos andenes, uno central y otro lateral, y cinco vías.

## Servicios ferroviarios
Los servicios operados por SBB-CFF-FFS se componen de trayectos de largo recorrido prestado por trenes InterRegio, y de servicios de corta distancia de ámbito regional, prestados por TiLo.
- IR Basilea-SBB - Olten - Lucerna - Arth-Goldau - Schwyz - Brunnen - Flüelen - Erstfeld - Göschenen - Airolo - Faido - Biasca - Bellinzona - Cadenazzo - Locarno.

- S20 Castione-Arbedo  - Bellinzona - Cadenazzo - Locarno.

- Datos: Q686540
- Multimedia: Locarno railway station / Q686540